# Acotáin
Acotáin (en euskera y oficialmente Akotain) es un caserío español del municipio de Lónguida, perteneciente a la Comunidad Foral de Navarra.

## Historia
Hacia mediados del siglo XIX, el lugar, un caserío ya por entonces perteneciente a Lónguida, tenía contabilizada una población de 7 habitantes. Aparece descrito en el primer volumen del Diccionario geográfico-estadístico-histórico de España y sus posesiones de Ultramar de Pascual Madoz con las siguientes palabras:

ACOTAIN: cas. del valle de Lónquida, merind. y part. jud. de Sangüesa (5 leg.), prov., aud. terr. y c. g. de Navarra, dióc. de Pamplona (5). Sit. á 1/2 leg. O. de Urroz, á cuya jurisd. pertenece. Tiene una ermita donde se celebra misa los dias festivos. Confina el term. por N. á 1/4 de leg. con el de Olaberri, por E. á igual dist. con el de Erdozain, y á 3/4 con el de Ecaí y por S. con el de Liberrí dist. 1/2. Dentro del mismo brota una fuente de escasas aguas que utilizan los moradores para sus necesidades domésticas, y otros objetos de agricultura. El terreno es de buena calidad, y abraza 100 robos de cultivo con destino á cereales, y 14 obradas de viña. Prod. trigo, cebada, avena y vino. Pobl. 7 alm.; contr. con Urroz (V.).
(Madoz, 1845, p. 75)

En 2023, la entidad singular de población tenía empadronados 4 habitantes.